# 东北亚鳞毛蕨
东北亚鳞毛蕨（学名：Dryopteris coreano-montana）为鳞毛蕨科鳞毛蕨属下的一个种。